# چاپمن تاون (کالیفرنیا)
چاپمن تاون (به انگلیسی: Chapmantown) یک منطقهٔ مسکونی در ایالات متحده آمریکا است که در شهرستان بیوت، کالیفرنیا واقع شده‌است. چاپمن تاون ۶۳ متر بالاتر از سطح دریا واقع شده‌است.